# باغبينار قيوجق (أديامان)
باغبينار قيوجق (بالتركية: Bağpınar Kuyucak)‏ هي قرية تتبع إداريّاً لمديرية أديامان في محافظة أديامان التركية الواقعة في جنوب شرق الأناضول. بلغ عدد سكانها 227 نسمة في عام 2021.